# Andreas Johann
Andreas Johann (* im 20. Jahrhundert) ist ein deutscher Behindertensportler der Disziplin Standvolleyball.

## Werdegang
Andreas Johann ist schwerbehindert, startete als Volleyballspieler  für die BSG Saarwellingen und wurde in die deutsche Standvolleyballnationalmannschaft berufen.
Bei den Paralympischen Sommerspielen 1992 in Barcelona holte Johann die Goldmedaille im Team mit Rudolf Durrer, Josef Giebel, Pavo Grgic, Bernd Heinrich, Stefan Kaiser, Manfred Kohl, Oliver Müller, Bernard Schmidl, Rudolf Schwietering, Elmar Sommer und Karl-Josef Weißenfels. Auch an den Paralympischen Sommerspielen 1996 in Atlanta nahm Andreas Johann teil. Erneut wurden die deutschen Volleyballer Olympiasieger und gewannen die Goldmedaille in der gleichen Besetzung, außer dass Jens Altmann statt Durrer und Heinrich antrat.
Für den Gewinn der Goldmedaille wurden Andreas Johann und die Mitglieder der deutsche Volleyballmannschaft vom Bundespräsidenten mit dem Silbernen Lorbeerblatt ausgezeichnet.